# Béla Egger
Bernhard Béla Egger (* 18. Mai 1831 in Ofen (Buda); † 5. Juli 1910 in St. Christophen, Niederösterreich) war ein österreichischer Elektropionier und Industrieller in der Frühzeit der Elektrotechnik. 

## Leben

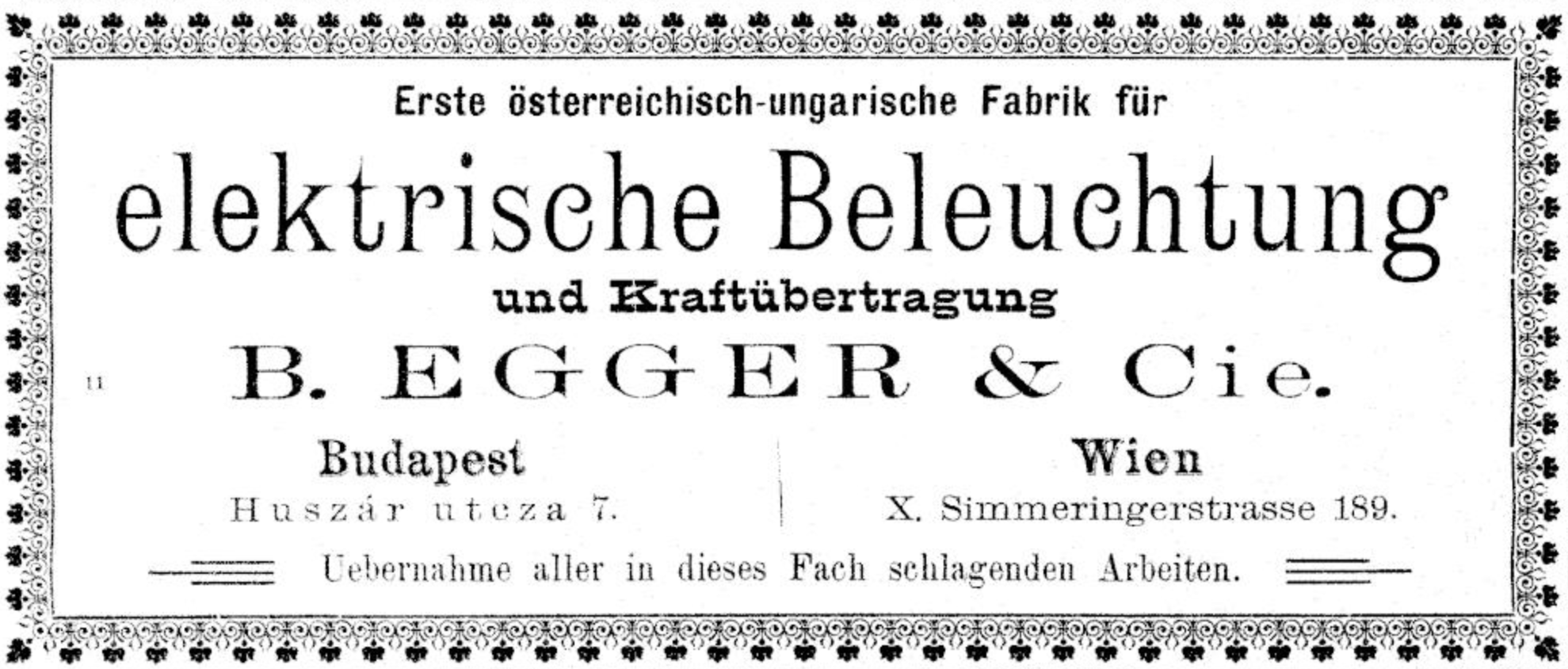
Werbeanzeige des Egger´schen Unternehmens (1894)

Egger machte eine Ausbildung zum Schlosser und Mechaniker. Ab 1859 war er in Wien ansässig, wo er nach der Erfindung der Telegrafie 1862 oder 1867 die Mechanische Werkstätte und Telegraphenbauanstalt B. Egger gründete. In Budapest gründete er eine Fabrik zur Produktion von Schwach- und Starkstromgeräten und bald darauf eine zweite Fabrik für Glühlampen. 
Béla Egger verstarb 1910 in Wien.

## Wirken
Im Jahr 1880 stellte er auf der Wiener Gewerbeausstellung eine kleine, temporäre elektrische Bahn mit 200 m Länge aus – die erste in Österreich und weltweit einer der ersten überhaupt. 1882 gründete er zusammen mit seinen Brüdern Jakob, David und Heinrich gemeinsam mit Johann Kremenezky in Wien die Erste österreichisch-ungarische Fabrik für elektrische Beleuchtung und Kraftübertragung Egger, Kremenezky & Co., welche Bogenlampen und Dynamomaschinen produzierte. 1883 beleuchtete er mittels Marinescheinwerfern mit starken Lichtbogenlampen die Votivkirche und den Kahlenberg. 1884 wurde das Egger´sche Unternehmen in eine Aktiengesellschaft umgewandelt, im selben Jahr verließ Kremenezky die Firma. Egger & Co. richtete 1885 die Beleuchtungsanlage der Hermesvilla und zugleich die Straßenbeleuchtung vom Lainzer Tor zur Hermesvilla mit Gleichspannung und Glühlampen in Reihenschaltung ein und betrieb diese auch vorerst. 1888 wurde die Beleuchtung der Festsäle des Wiener Rathauses von Egger installiert. 1894 wurde mit der Gmundner Straßenbahn die dritte elektrische Bahn Österreichs vom Unternehmen elektrisch ausgerüstet.

### Vereinigte Elektrizitäts AG

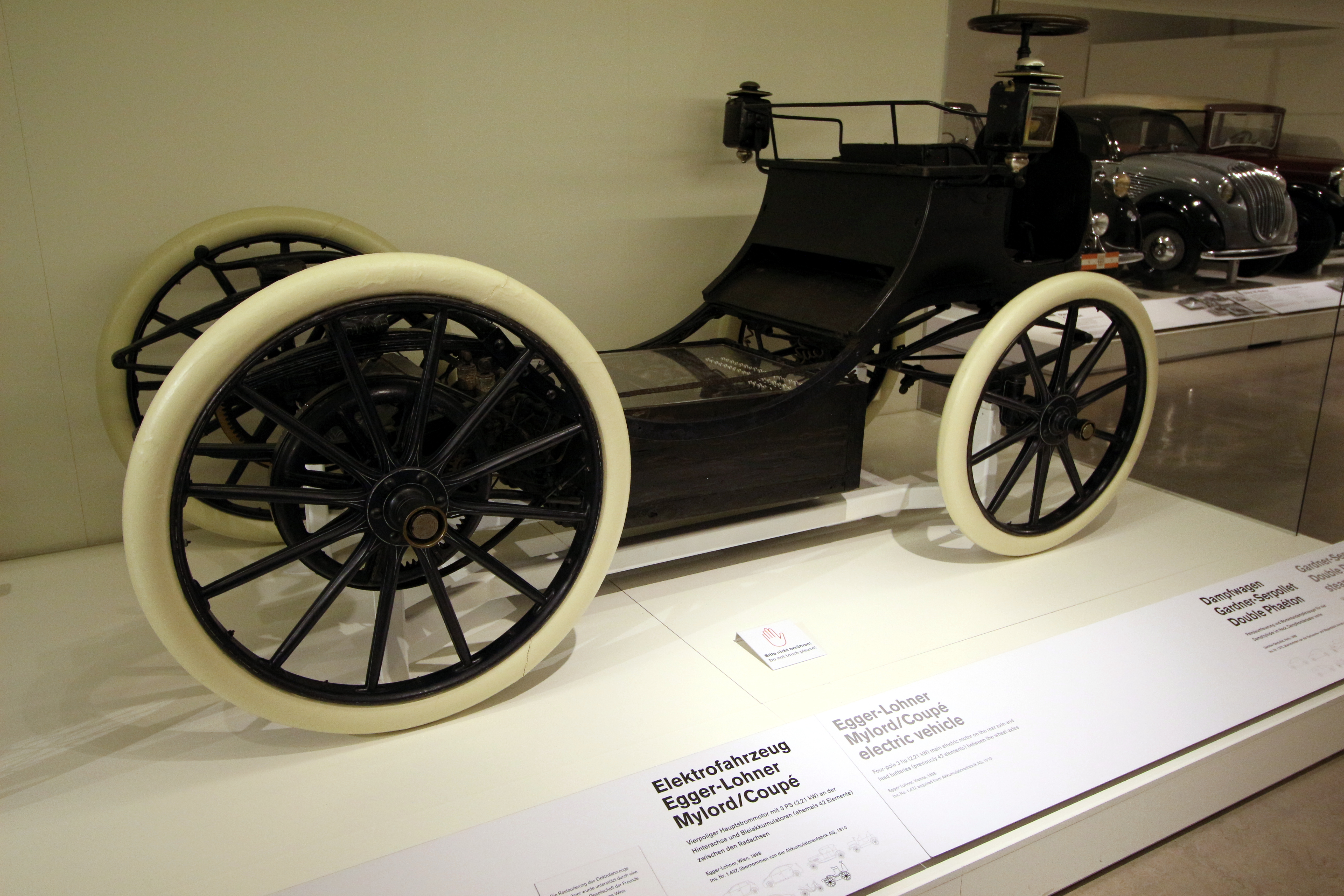
Elektroauto Egger-Lohner C14

Im Jahr 1896 wurden alle drei Werke in die Vereinigte Elektrizitäts AG vorm. B. Egger & Co. eingebracht, die von der Niederösterreichischen Escompte-Gesellschaft kontrolliert wurde. 1899 kam es zur Trennung der österreichischen und ungarischen Fabriken. Mit der Pester Ungarische Commercial-Bank gründete Egger die Vereinigte Elektrizitäts- und Maschinenfabriks AG zur Übernahme der dortigen Fabriken. Der wesentliche Aktienbesitz verblieb aber bei seiner Wiener Gesellschaft. 1898 trat der junge Ferdinand Porsche in die Firma ein und konstruierte mit dem Elektroauto Egger-Lohner im Jahr 1897 sein erstes Straßenfahrzeug.
Im Jahr 1907 spalteten sich die Budapester Betriebe in die Vereinigte Elektrizitäts- und Maschinenfabriks AG (Starkstromsektor) und die Vereinigte Glühlampen- und Elektrizitäts AG, in welcher die Glühbirnen der Marke Tungsram produziert wurden. 1908/1909 rüstete die Vereinigte Elektrizitäts AG mit der Lokalbahn Dermulo–Mendel eine der steilsten Adhäsionsbahnen Österreich-Ungarns elektrotechnisch aus. Die Wiener Werke der Vereinigten Elektrizitäts AG gingen nach dem Tod des Firmengründers 1910 in den Österreichischen Brown, Boveri-Werken auf, an denen die V.E.A.G. respektive die Familie Egger vorerst als Teilhaber beteiligt blieb. 